# RCH in het seizoen 1955/56
Het seizoen 1955/1956 was het eerste jaar in het bestaan van de Heemsteedse betaaldvoetbalclub RCH. De club kwam uit in de Eerste klasse A en eindigde daarin op de eerste plaats. Dit hield in dat de club mocht meedoen in de nacompetitie voor twee plaatsen in de Eredivisie. Het team kwam niet verder dan de derde plaats wat inhield dat de club in het nieuwe seizoen uitkwam in de Eerste divisie.

## Wedstrijdstatistieken

### Eerste klasse A
|       | AGOVV | DWS   | Enschedese Boys | Go Ahead | Heerenveen | N.E.C. | PEC   | RBC   | De Valk | Veendam | Velocitas | VSV   | Xerxes |
| ----- | ----- | ----- | --------------- | -------- | ---------- | ------ | ----- | ----- | ------- | ------- | --------- | ----- | ------ |
| Thuis | 3 – 3 | 1 – 3 | 6 – 2           | 3 – 1    | 2 – 0      | 2 – 0  | 3 – 4 | 0 – 0 | 4 – 1   | 6 – 1   | 1 – 0     | 1 – 1 | 0 – 0  |
| Uit   | 3 – 0 | 2 – 2 | 0 – 2           | 0 – 1    | 1 – 4      | 0 – 0  | 2 – 3 | 2 – 0 | 0 – 2   | 1 – 2   | 0 – 1     | 0 – 2 | 0 – 1  |

### Nacompetitie
| Speelronde 1                                                                                        | Hermes DVS                                                          | 2 – 0 (2 – 0) | RCH                              |
| 17 juni 1956 Plaats: Rotterdam Stadion Feijenoord Toeschouwers: 18.000 Scheidsrechter: Joop Martens | Frans Mijnsbergen 9' Leo Janse 32'                                  |               |                                  |
| Speelronde 2                                                                                        | GVAV                                                                | 4 – 0 (2 – 0) | RCH                              |
| 20 juni 1956 Plaats: Groningen Oosterpark Toeschouwers: 11.000 Scheidsrechter: G. de Boer           | Rikkert La Crois 7', 17' Johnny de Grooth 48' Leo Jansen 88' (e.d.) |               |                                  |
| Speelronde 3                                                                                        | RCH                                                                 | 1 – 1 (0 – 0) | KFC                              |
| 24 juni 1956 Plaats: Heemstede Sportparklaan Toeschouwers: 13.000 Scheidsrechter: Jan Bronkhorst    | Louis Biesbrouck 80'                                                |               | 75' Klaas Molenaar               |
| Speelronde 4                                                                                        | RCH                                                                 | 1 – 2 (1 – 2) | NOAD                             |
| 27 juni 1956 Plaats: Heemstede Sportparklaan Toeschouwers: 11.000 Scheidsrechter: Piet Roomer       | Lodewijk van Braam 23'                                              |               | 7', 9' Tini van Osch             |
| Speelronde 5                                                                                        | RCH                                                                 | 1 – 0 (1 – 0) | Hermes DVS                       |
| 4 juli 1956 Plaats: Heemstede Sportparklaan Toeschouwers: 6.000 Scheidsrechter: Andries van Leeuwen | Maup Kruijer 33'                                                    |               |                                  |
| Speelronde 6                                                                                        | KFC                                                                 | 2 – 3 (1 – 1) | RCH                              |
| 8 juli 1956 Plaats: Amsterdam Olympisch Stadion Toeschouwers: 11.500 Scheidsrechter: G. de Boer     | Dries Mul 42', 55' (pen)                                            |               | 11', 47', 51' Lodewijk van Braam |
| Speelronde 7                                                                                        | RCH                                                                 | 2 – 3 (0 – 3) | GVAV                             |
| 11 juli 1956 Plaats: Heemstede Sportparklaan Toeschouwers: 11.000                                   | Lodewijk van Braam 52', 65'                                         |               | 10', 16', 30' Alie Kruger        |
| Speelronde 8                                                                                        | NOAD                                                                | 4 – 2 (0 – 1) | RCH                              |
| 15 juli 1956 Plaats: Tilburg Industriestraat Toeschouwers: 2.000                                    | Jef Dirckx 61' Jan Meijer 63', 76' Groenen 83'                      |               | 6', 52' Louis Biesbrouck         |

## Statistieken RCH 1955/1956

### Eindstand RCH in de Nederlandse Eerste klasse A 1955 / 1956
| Stand | Gespeeld | Gewonnen | Gelijk | Verloren | Punten | Doelpunten voor | Doelpunten tegen |
| ----- | -------- | -------- | ------ | -------- | ------ | --------------- | ---------------- |
| 1e    | 26       | 16       | 6      | 4        | 38     | 52              | 27               |

### Topscorers
| #                | Naam                 | Goal |
| ---------------- | -------------------- | ---- |
| 1.               | Maup Kruijer         | 17   |
| 2.               | Jan Honout           | 9    |
| 3.               | Lodewijk van Braam   | 6    |
| 4.               | Louis Biesbrouck     | 5    |
| 4.               | Piet Brouwer         | 5    |
| 6.               | Jan Koster           | 3    |
| 7.               | Rikus Hoogendoorn    | 2    |
| 7.               | Dirk de Jong         | 2    |
| 9.               | Simon Kops           | 1    |
| Eigen doelpunten |                      |      |
| –                | Bennie Nijboer (PEC) | 1    |
| –                | Jan Westerbeek (PEC) | 1    |
| Totaal           | Totaal               | 52   |

| #      | Naam               | Goal |
| ------ | ------------------ | ---- |
| 1.     | Lodewijk van Braam | 6    |
| 2.     | Louis Biesbrouck   | 3    |
| 3.     | Maup Kruijer       | 1    |
| Totaal | Totaal             | 10   |